# Realschule Hof
Die Staatliche Realschule Hof ist die einzige Realschule in der oberfränkischen Stadt Hof. Die 1960 gegründete Schule befindet sich im Münsterviertel im Westen der Stadt. Nach dem Politiker des Vormärz wird die Schule auch Johann-Georg-August-Wirth-Realschule genannt.

## Schulprogramm
Die Schule ist von der 5. bis zur 10. Klasse vierzügig.
Ab der siebten Jahrgangsstufe können Schüler zwischen verschiedenen Wahlpflichtfächern wählen:
- Gruppe I Mathematisch
- Gruppe II Wirtschaft
- Gruppe III a Französisch
- Gruppe III b Sozialwesen

Am Studienseminar werden Lehramtsreferendare mit den Seminarfächern Chemie, Mathematik und Physik betreut.

## Gebäude
Das Schulgebäude befindet sich im Westen der Stadt, unterhalb des Bismarckturms. Zum Schulzentrum gehören neben der Realschule das Johann-Christian-Reinhart-Gymnasium, die Max-Reger-Grundschule (Zweigschule der Eichendorff-Schule) und die Fachakademie für Sozialpädagogik (FAKS).
Die Realschule teilt sich mit dem Gymnasium ein in den 1970er Jahren in Stahlbeton-Skelettbauweise errichtetes Gebäude. Die tragenden Wände bestehen aus Sichtbeton, nichttragende Wände sind aus Gipskarton in Ständerbauweise. Unter einem Bauabschnitt befindet sich ein Schutzraum („Atombunker“) für 200 Personen. Im Zentrum des Gebäudes befindet sich die Aula, die auch für außerschulische Konzerte, Theateraufführungen und Vorträge genutzt wird.
Das zum Schulkomplex gehörende große Sportzentrum wird auch von den anderen Schulen der Stadt Hof genutzt. Das Sportzentrum enthält eine Dreifachturnhalle, ein Hallenbad mit 25-Meter-Becken, sowie einen Hartplatz. In der Nähe befindet sich auch das Städtische Stadion an der Ossecker Straße mit 400-Meter-Bahn und Rasenplatz. Die Turnhalle im Foto wird „Realschulturnhalle“ genannt und von dieser genutzt.

## Engagement
Die Schule ist seit 2013 Mitglied der Aktion Schule ohne Rassismus - Schule mit Courage.
Bei einer Aktion für einen krebskranken Mitschüler ließ sich 2017 ein Großteil der männlichen Schüler aus Solidarität eine Glatze rasieren.